# 木孔镇
木孔镇，是中华人民共和国贵州省毕节市金沙县下辖的一个乡镇级行政单位。
2016年1月29日，贵州省人民政府批复同意撤销木孔乡，设置木孔镇。撤乡设镇后行政区域和政府驻地不变。

## 行政区划
木孔镇下辖以下地区：
洋坝村、大树村、关渡村、湾子村、长沟村、桂花村和底水村。